# A Próxima Atração
A Próxima Atração é uma telenovela brasileira produzida e exibida pela TV Globo de 26 de outubro de 1970 a 17 de abril de 1971, em 150 capítulos. Substituiu Pigmalião 70 e foi substituída por Minha Doce Namorada, sendo a 8.ª "novela das sete" exibida pela emissora.
Escrita por Walther Negrão, foi dirigida por Régis Cardoso e produzida em preto-e-branco.
Assim como grande parte das tramas anteriores ao ano de 1975, foi totalmente perdida no incêndio que atingiu o acervo da TV Globo em 1976. Restando apenas chamadas de estreia e fotos de bastidores.

## Enredo
Rafael Borges (Sérgio Cardoso) ou Rodrigo é um gaúcho rico e solitário, filho do velho sr. Borges (Paulo Gracindo), que foge do Sul e se instala numa mansão em São Paulo, no bairro do Jardim América.
Lá, Rodrigo se encontra rodeado de sete belas mulheres: a falida Dulce (Célia Biar), as aeromoças Regina (Susana Vieira) e Cláudia (Irene Singery), a chacrete Ciça (Betty Faria), a manicure Suzete (Jacyra Silva), a jovem Madalena (Renata Sorrah) e a socialite Dinorá (Eloísa Mafalda). Todas ambiciosas, dispostas a conquistá-lo e dar o golpe do baú.
Outros personagens de destaque na trama são o agitado publicitário Pardal (Armando Bogus), filho da carinhosa dona Saudade (Carmem Silva) e apaixonado por Madalena, o tintureiro japonês Yamashita (Edney Giovenazzi) e a desajeitada Glória (Tônia Carrero), o grande amor de Rodrigo.

## Elenco
| Interprete       | Personagem                          |
| ---------------- | ----------------------------------- |
| Sérgio Cardoso   | Rodrigo                             |
| Tônia Carrero    | Glória                              |
| Marcos Paulo     | Téo                                 |
| Renata Sorrah    | Madalena                            |
| Betty Faria      | Cecília (Ciça)                      |
| Armando Bógus    | Pardal                              |
| Susana Vieira    | Regina                              |
| Paulo Gracindo   | Sr. Borges                          |
| Célia Biar       | Dulce                               |
| Carmem Silva     | Dona Saudade                        |
| Edney Giovenazzi | Mário Yamashita                     |
| Eloísa Mafalda   | Dinorá                              |
| Gracindo Júnior  | Clóvis                              |
| Paulo Goulart    | Tomás                               |
| Norah Fontes     | Júlia                               |
| Rachel Martins   | Lurdes                              |
| Reinaldo Gonzaga | Tibério                             |
| Irene Singery    | Cláudia                             |
| Tânia Scher      | Laura                               |
| Sílvio de Abreu  | Subdelegado Damasceno Righi Salomão |
| Nélson Caruso    | Alaor                               |
| Felipe Carone    | Jarbas                              |
| Jardel Mello     | Alberto                             |
| Ida Gomes        | Zilda                               |
| Juan Daniel      | Seu Eugênio                         |
| Lúcia Marina     | Lolita                              |
| Álvaro Aguiar    | Álvaro (Animador)                   |
| Paulo Resende    | Secretário de Tomás                 |
| Louise Macedo    | Viúva                               |

### Participações especiais
| Interprete           | Personagem |
| -------------------- | ---------- |
| Jacyra Silva         | Suzete     |
| Ênio Carvalho        | Sílvio     |
| Maria Cristina Nunes | Nara       |

## Produção
Walther Negrão, em sua primeira telenovela na Rede Globo, foi acusado de plágio por Pedro Bloch, que alegava que a trama usava ingredientes da sua peça teatral A Úlcera de Ouro,  em especial a respeito da história em quadrinhos que se apresentava ao leitor no desenrolar de um rolo de papel higiênico na trama. Pedro Bloch ganhou o processo e comenta-se que recebeu uma considerável indenização.
Silvio de Abreu, futuro autor de novelas da emissora, participou como ator da história, interpretando o subdelegado Damasceno Righi Salomão. Ele voltaria a viver o mesmo personagem na novela Editora Mayo, Bom Dia, de Walther Negrão, que foi exibida pela TV Record em 1971. O próprio Sílvio usaria desse recurso nas suas novelas anos mais tarde.

## Exibição
A novela começou a ser reprisada na faixa da tarde enquanto estava no ar entre 02 de dezembro de 1970 a 29 de junho de 1971 substituindo Pigmalião 70.

## Música
Capa: Logotipo da novela
1. Ciça Cecília – Erasmo Carlos
2. A Próxima Atração – Ivan Lins
3. Regina – Ronnie Von
4. Zip – Briamonte Orquestra
5. Panorama Segundo Rodrigo – Marcus Pitter
6. Quem Vem de Lá – MPB4
7. Madalena – Elis Regina
8. Dia do Grilo – A Charanga
9. Sucesso, Aqui Vou Eu – Rita Lee
10. Sol Nascente – Roberto Menescal
11. Verdes Campos da América – Antônio Cláudio Versiani
12. Atmosfera – Briamonte Orquestra